# هنري جوفاين
السير هنري جون جوفاين (بالإنجليزية: Sir Henry John Gauvain)‏ جراح بريطاني واختصاصي في مرض السل. ولد في عام 1878 وتوفي في 19 يناير/كانون الثاني عام 1945. ولد جوفاين جزيرة آلدرني وتعلم في كلية سانت جونز (كامبردج) ومستشفى سانت بارثولوميو في لندن في 1908 أصبح مديرا طبيا أول في مستشفى وكلية لورد مايور تريلوار، ألتون، هامبشاير، واستمر بمنصبه هذا حتى وفاته. وقد كان مؤمنا مصدقا باستعمال الهواء النقي وضوء الشمس في الطب. حصل على لقب فارس في سنة 1920 لخدماته في مستشفى لورد مايور تريلوار.